# Xue Ruihong
Xue Ruihong (chn. 薛瑞红; ur. 4 kwietnia 1968 w Qiqihar) – chińska łyżwiarka szybka, złota medalistka mistrzostw świata i zdobywczyni Pucharu Świata.

## Kariera
Pierwszy sukces w karierze Xue Ruihong osiągnęła w 1994 roku, kiedy zdobyła brązowy medal na mistrzostwach świata w wieloboju sprinterskim w Calgary. W zawodach tych wyprzedziły ją jedynie Niemka Angela Hauck i Bonnie Blair z USA. W 1996 roku zwyciężyła w biegu na 500 m podczas igrzysk azjatyckich w Harbinie. Na rozgrywanych trzy lata później igrzyskach azjatyckich w Gangwon powtórzyła ten wynik, wygrywając ponadto na dystansie 1000 m. W międzyczasie zdobyła też złoty medal w biegu na 500 m podczas dystansowych mistrzostw świata w Warszawie. W zawodach tych wyprzedziła bezpośrednio Niemki Sabine Völker oraz Franziskę Schenk. W tym samym roku zdobyła również srebrny medal na sprinterskich mistrzostwach świata w Hamar, ulegając tylko Franzisce Schenk. Wielokrotnie stawała na podium zawodów Pucharu Świata, odnosząc przy tym siedem zwycięstw. Najlepsze wyniki osiągnęła w sezonie 1996/1997, kiedy zwyciężyła w klasyfikacji końcowej 500 m. W 1992 roku wystąpiła na igrzyskach olimpijskich w Albertville, zajmując 13. miejsce w biegu na 500 m i 27. miejsce na dwukrotnie dłuższym dystansie. Na rozgrywanych dwa lata później igrzyskach w Lillehammer była czwarta w biegu na 500 m, przegrywając walkę o medal z Franziską Schenk. Na tych samych igrzyskach była też dwunasta na dystansie 1000 m. Brała również udział w igrzyskach olimpijskich w Nagano w 1998 roku, gdzie zajęła czternaste miejsce na 500 m, a rywalizację w biegu na 1000 m zakończyła na 28. pozycji. W 1999 roku zakończyła karierę.